# Trichoniscoides pyrenaeus
Trichoniscoides pyrenaeus is een pissebed uit de familie Trichoniscidae. De wetenschappelijke naam van de soort is voor het eerst geldig gepubliceerd in 1907 door Racovitza.